# Cerkiew św. Mirona w Petersburgu
Cerkiew św. Mirona (ros. Мирониевская церковь – Mironijewskaja cerkow) – prawosławna cerkiew w Petersburgu, na nabrzeżu Kanału Obwodowego, wzniesiona w latach 1849–1855 i zburzona w 1934 r. Była to pułkowa świątynia Lejb-Gwardyjskiego Pułku Jegrów.

## Historia
Cerkiew została wzniesiona w latach 1849–1855 według projektu Konstantina Thona. Według innego źródła budowę świątyni rozpoczęto w 1850 r., a kamień węgielny pod budowę położył metropolita nowogrodzki, petersburski, estoński i fiński Nikanor, w obecności cara Mikołaja I. W 1855 r. gotowy już obiekt poświęcił spowiednik rodziny carskiej ks. Wasilij Bażanow. Była to pułkowa cerkiew Lejb-Gwardyjskiego Pułku Jegrów, przeznaczona dla równoczesnego udziału 3 tys. wiernych w nabożeństwie.
W świątyni znajdowały się sztandary, jakie Lejb-Gwardyjski Pułk Jegrów otrzymał w 1812 r. za zasługi i męstwo podczas wojny francusko-rosyjskiej. Na tablicach pamiątkowych we wnętrzu cerkwi wymieniono nazwiska poległych i zmarłych z ran oficerów pułku, w obiekcie wystawiono również gabloty z mundurami dowódców pułku. Ikonostas dla świątyni wykonał J. Skworcow, natomiast freski na ścianach budynku – A. Markow i F. Zawjałow.
W 1889 r., po tym, gdy car Aleksander III przeżył zamach na swoje życie (nieudaną próbę wysadzenia pociągu carskiego), w podziemiu świątyni, pod głównym pomieszczeniem ołtarzowym, urządzono kaplicę św. Mikołaja dla upamiętnienia tego wydarzenia.
W 1916 r. w podziemiach świątyni urządzono grobowiec oficerów Lejb-Gwardyjskiego Pułku Jegrów, którzy polegli w I wojnie światowej. Na wyposażeniu cerkwi pozostawał szereg cennych ikon, srebrne naczynia liturgiczne podarowane przez cara, ikony przekazane przez Bułgarów w geście wdzięczności za udział Rosji w wyzwoleniu Bułgarów spod panowania tureckiego.
Kilka lat po rewolucji październikowej cerkiew została zamknięta. Już w 1924 r. była nieczynna, natomiast oficjalna uchwała leningradzkiej rady w sprawie jej adaptacji na cele świecie została przyjęta w 1930 r. Świątynia do 1934 r. była użytkowana jako magazyn żywności, zaś we wskazanym roku została wysadzona w powietrze. Następnie rozebrano ruiny w celu pozyskania cegieł.
W 2018 r. na miejscu, gdzie znajdowała się cerkiew, ustawiono kamień pamiątkowy. W tym samym roku na miejscu świątyni po raz pierwszy do czasu jej zburzenia odprawiona została panichida.

## Architektura
Cerkiew reprezentowała styl rosyjsko-bizantyjski. Posiadała trzy ołtarze. Patronami głównego, centralnego, byli święci Piotr i Paweł, prawego – św. Aleksander Newski, zaś lewego – św. męczennik Miron. Świątynia, a zwłaszcza jej 70-metrowa, trójkondygnacyjna dzwonnica, była dominantą architektoniczną tej części Petersburga, w której się znajdowała.